# وتورایا کامنکا
وتورایا کامنکا (به لاتین: Vtoraya Kamenka) یک منطقهٔ مسکونی در روسیه است که در سرزمین آلتای واقع شده‌است.